# Fármacos y embarazo

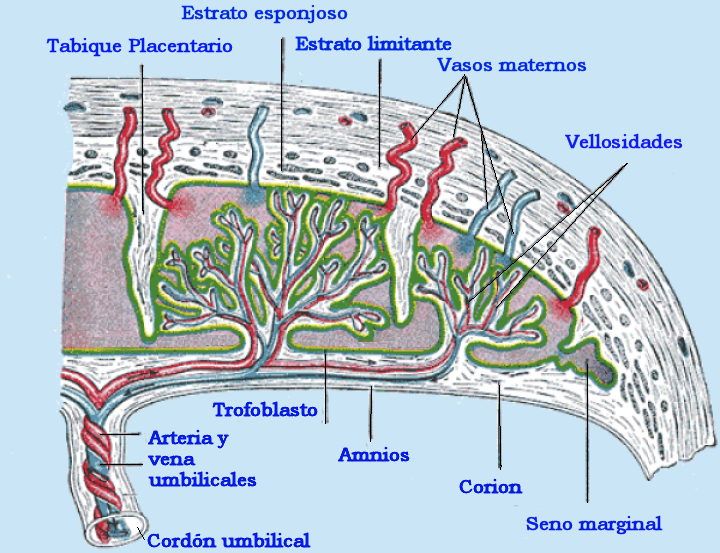
Esquema de la estructura placentaria mostrando el cordón umbilical y principales elementos.

Los fármacos y otras sustancias químicas pueden pasar a la barrera placentaria y llegar al embrión o al feto, pudiendo causar efectos y trastornos que van desde los totalmente inocuos hasta los teratógenos e incluso la muerte del feto.

## Antecedentes
En octubre de 1957 la farmacéutica alemana Chemie-Grünenthal liberó a la venta el fármaco talidomida con el nombre comercial Contergan©, que comenzó a utilizarse en mujeres embarazadas para aliviar el insomnio y las náuseas matutinas. En Alemania occidental comenzaron a aparecer los primeros casos de focomelia, una enfermedad donde el bebé nace con extremidades muy cortas y a raíz de esto, el fármaco se retiró del mercado. La opinión pública se sensiblizó ante estos eventos por lo que la cuestión de un tratamiento médico durante la gestación ha adquirido una gran importancia. Para cuando se retiró el fármaco del mercado se habían registrado más de 10000 niños con la deformidad.

## Bases
Desde el inicio del embarazo, la fisiología materna está ligada íntimamente a la del feto que se encuentra en desarrollo. En toda la evolución del embarazo, cualquier sustancia ingerida por la madre, incluyendo fármacos de venta libre y alcohol, pueden cruzar la barrera placentaria y entrar a la circulación fetal. Durante el embarazo se dan condiciones especiales que modifican las posibilidades de utilizar los distintos fármacos que requieren una estrecha vigilancia inclusive en medicamentos reconocidos. En el embarazo, el cuerpo de la mujer experimenta cambios hormonales importantes que afectan todo el organismo y que pueden ser modificados cuando una sustancia con actividad farmacológica entra al sistema.

## Efectos posibles
La administración de cualquier fármaco a la mujer embarazada puede provocar efectos secundarios de tipo o intensidad diferentes a los ocurridos en el cuerpo cuando no se encuentra en embarazo. Esto se debe a que el cuerpo de la mujer experimenta diversas modificaciones funcionales lo que incide en la farmacocinética del medicamento.

## Factores

### En la mujer
En la mujer, los cambios funcionales incluyen modificaciones de la composición proteínica en plasma sanguíneo, cambios gastrointestinales como disminución del tono intestinal, la motilidad gástrica y la elevación de la absorción intestinal; así mismo puede haber cambios en la aclaración renal, etc.

### En el embrión y/o feto
Esto incluye las primeras fases del desarrollo embrionario y los principales factores que condicionan la posibilidad, la entidad y las características de los efectos pueden enumerarse del modo siguiente:
- Primer trimestre. Momento de génesis de órganos o del desarrollo intrauterino. Este es el momento más crítico porque es donde puede existir el riesgo de ocurrir malformaciones.
- Dosis. La dosis del fármaco administrado.
- Duración. El tiempo que transcurre desde la primera administración del fármaco.
- Paso del fármaco a través de la placenta.
- Metabolismo farmacológico. Las transformaciones metabólicas que los fármacos pueden sufrir en la placenta en virtud de los movimientos enzimáticos que actúan sobre ella.
- Sensibilidad del embrión o del feto. Esto es condicionado también por la susceptibilidad genética.

### En la placenta
Existen factores que se toman en cuenta para saber si un fármaco pasará o no a través de la barrera placentaria:
- Los fármacos con pesos moleculares por debajo de 1000 (los de la mayor parte son menores a 600) cruzan con mucha facilidad la barrera placentaria.[1] Las moléculas de mayor peso molecular, como la heparina, generalmente son parados en seco antes de poder atravesar.
- Solubilidad en lípidos. Las sustancias liposolubles cruzan rápidamente la placenta y su velocidad de entrada depende en medida de su solubilidad en lípidos de la molécula no ionizada.
- Ionización de la molécula. Las sustancias ionizadas a un pH fisiológico penetran más lentamente, sin embargo, algunos ácidos y bases débiles cruzan a mayor velocidad.
- Unión a proteínas. Los fármacos que se unen firmemente a proteínas plasmáticas son bloqueados dado que solo la fracción libre está libre para transferencia.